# Tửu ca
Một bài tửu ca là một bài ca được hát khi uống rượu. Hầu hết các tửu ca là dân ca, và có thể thay đổi tùy theo từng người và từng vùng, cả về lời và nhạc.
Ở Đức, các bài hát uống rượu được gọi là Trinklieder.
Ở Thụy Điển, nơi chúng được gọi là dryckesvisor, có các bài hát uống rượu liên quan đến Giáng sinh và các lễ kỷ niệm khác. Một ví dụ về những bài hát như vậy là "Helan går".
Ở Tây Ban Nha, Asturias, patria querida (vùng ca của Asturias) thường được mô tả là một bài tửu ca.
Ở Pháp, các bài tửu ca có lịch sử lâu đời là Chanson pour boire và Air à boire.

## Lịch sử
Bản ghi chép lịch sử đầu tiên của một bài tửu ca có từ thế kỷ 11 và bắt nguồn từ Carmina Burana, một tuyển tập lịch sử thế kỷ 13 gồm các bài thơ, bài hát giáo dục, bài hát tình yêu và "giải trí" hoặc các bài tửu ca.